# Bagnoles de l'Orne Normandie
Bagnoles de l'Orne Normandie é uma comuna francesa na região administrativa da Normandia, no departamento de Orne. Estende-se por uma área de 15.70 km². Em 2010 a comuna tinha 2 764 habitantes (densidade: 176,1 hab./km²).
Foi criada em 1 de janeiro de 2016, a partir da fusão das antigas comunas de Bagnoles-de-l'Orne (sede da comuna) e Saint-Michel-des-Andaines.